# Elton Beauty
Elton Beauty ist eine Sorte des Kulturapfels (Malus domestica).

## Beschreibung und Anbau
Elton Beauty ist im Vergleich zu anderen Äpfeln mittelgroß und hat eine regelmäßige Form. Auf kräftig bis schwach grüner Grundfärbung hat der Apfel eine hell leuchtende rote Färbung. Die Haut kann wachsig werden. Die Lentizellen sind ausgeprägt. Die Stielgrube ist tief und oft berostet, der kurze Stiel ragt nur wenig über diese hinaus.
Voll ausgereift ähnelt er im Geschmack dem Worcester Pearmain mit einer Süße, die an Erdbeere erinnert, und hat dabei das weiße, saftige Fruchtfleisch vom James Grieve.
Der Apfel kann in Europa Anfang September geerntet werden und ist von September bis Dezember genussreif. Der Ertrag des Baums ist groß. Der Baum selbst wächst schwach. Elton Beauty ist diploid und kann sich nicht selbst befruchten.

## Geschichte
N.W. Barritt an den Ince Orchards in Chester züchtete diesen Apfel aus James Grieve und Worcester Pearmain. Letztendlich konnte er sich nicht am Markt durchsetzen, da er nicht schnell genug reifte, und sein Geschmack im August noch zu durchdringend war.